# Anthurium consimile
Anthurium consimile är en kallaväxtart som beskrevs av Heinrich Wilhelm Schott. Anthurium consimile ingår i släktet Anthurium och familjen kallaväxter. Inga underarter finns listade.